# Freddy Bravo
Freddy Egberto Bravo (12 aprile 1962) è un ex calciatore ecuadoriano, di ruolo difensore.

## Carriera

### Nazionale
Ha esordito in Nazionale nel 1987 giocando un'amichevole contro Cuba. Nel 1989 ha giocato due incontri di qualificazione ai Mondiali 1990 e un'amichevole.
Nel 1991 gioca prima 4 amichevoli di preparazione alla Copa América e quindi 4 incontri nella competizione suddetta.